# Roland Penrose
Roland Penrose (Londres, 14 de outubro de 1900 — Farley Farm, East Sussex, 23 de abril de 1984) foi um pintor surrealista, historiador de arte e poeta britânico.
É conhecido sobretudo por ter sido um grande promotor e colecionador de arte moderna e pela sua associação com os surrealistas do Reino Unido. ele foi uma pessoa muito famosa,além do mais gostava muito de pintar...ambos gostava de fazer alguma arte..
Em 1938, Penrose organizou uma exposição da obra Guernica, de Pablo Picasso, com o intuito de recolher fundos para o movimento republicano na Espanha.